# Марийская автономная область
Марийская автономная область (луговомар. Марий автоном вел) — административно-территориальная единица РСФСР в 1920—1936 годах.
Столица — Краснококшайск (в 1927 году переименован в Йошкар-Олу).

## История
Марийская АО образована 4 ноября 1920 года как автономное территориальное образование для горных и луговых марийцев. Изначально делилось на 3 кантона, позже их число возросло до 9.
15 июля 1929 года Марийская автономная область вошла в состав вновь образованного Нижегородского (с 1932 — Горьковского) края.
На 1 октября 1931 года в области имелось 9 районов:
1. Горно-Марийский национальный район
2. Звениговский район
3. г. Йошкар-Ола
4. Мари-Турекский район
5. Моркинский район
6. Ново-Торъяльский район
7. Оршанский район
8. Сернурский район
9. Юринский национальный район

В 9 районах имелось 247 сельсоветов, 2 города (Йошкар-Ола — 7600 жителей, 01.01.1931, Козьмодемьянск — 8315 жителей), 2 рабочих посёлка (рабочий посёлок Юрино — 4586 жителей, рабочий посёлок Звенигово — 2482 жителя), 2795 сельских населённых пунктов. Городское население — 24 700 чел. (4,8 %).
В 1931—1932 годах было введено районное деление.
5 декабря 1936 года Горьковский край был упразднён. По Конституции 1936 года Марийская автономная область преобразована в Марийскую АССР, непосредственно входящую в РСФСР.

## Административное деление
В 1921 году Марийская АО была разделена на 3 кантона: Краснококшайский, Козьмодемьянский и Сернурский. Через 3 года число кантонов было увеличено до 9: образованы Звениговский, Мари-Турекский, Моркинский, Оршанский, Торъяльский и Юринский. В 1929 году Краснококшайский кантон был переименован в Йошкар-Олинский.
В 1931 году были образованы 2 национальных района — Татарский (Параньгинский) и Горномарийский. В том же году Козьмодемьянский и Юринский кантоны были упразднены.
В 1932 году все кантоны были переименованы в районы, а Татарский район сменил название на Параньгинский. Через 3 года были образованы новые районы: Косолаповский, Куженерский и Ронгинский, а ещё через год Пектубаевский, Сотнурский, Еласовский и Юринский. Тогда же Горно-Марийский национальный район был переименован в Козьмодемьянский.

## Национальный состав
По переписи 1926 года:
- марийцы — 51,4 %,
- русские — 43,6 %,
- татары — 4,2 %.